# Torn from Black Space
Torn From Black Space es el cuarto álbum del guitarrista Buckethead bajo el nombre de Death Cube K (anagrama de Buckethead).
En una entrevista con Submerged, él dijo:
"Torn from Black Space" por Death Cube K: " A mi siempre me gusto el proyecto de Bill (Laswell) y Buckethead, ellos y su banda se llamaron Death Cube K, por que es el anagrama de Buckethead. Le dije a Bill cuando era más joven que yo escuchaba el álbum de death Cube K llamado Dreamatorium cuando iba a dormir siempre me daba las más hermosas pesadillas. El Último álbum que hicieron fue hace 7 u 8 años atrás. Bill recuerda cosas como cuando le dije que quería participar en un nuevo álbum de Death Cube K haciendo sonidos con el tornamesa, como haviendolo más lento con las manos o solamente creando o usando efectos o ambientes. Sonaría como una pesadilla vivida, empezando fuerte pero dispersándose en un gran ambiente o espacio. Estamos muy inspirados, hay 4 tipos tocando riffs a más o menos 5 sonidos diferentes por minuto y algunas nuevas cosas y proyectos en el momento que no se pueden revelar."

## Lista de canciones
El CD contiene un total de 6 canciones completamente Dark Ambient:
1. Slow Descent 6:53
2. Hallow Ground 6:48
3. Watchers 7:54
4. Path of the Dead 6:55
5. Night Crawler 11:08
6. Hidden Chamber 11:46